# Mastercutor
Mastercutor es el undécimo álbum de estudio de la banda alemana de heavy metal U.D.O., publicado en 2007 por AFM Records. De acuerdo con Udo Dirkschneider, al principio se consideró llamarlo A Show Master in the End, pero optaron por el actual basándose en el término «Master Executor». Si bien no es conceptual, según el vocalista la idea del álbum son los «estúpidos concursos y juegos, reality shows y demás que existen actualmente en la TV», en donde Mastercutor es «como el director del show y tiene bajo su mandato un montón de programas de televisión de este formato de telerrealidad [...] A modo de presentador circense».
Por otro lado, el álbum alcanzó el puesto 39 en la lista alemana Media Control Charts en junio del mismo año.

## Lista de canciones
Todas las canciones escritas por Udo Dirkschneider y Stefan Kaufmann, a menos que se indique lo contrario.

| N.º | Título                       | Escritor(es)                            | Duración |  |
| 1.  | «Mastercutor»                |                                         | 5:17     |  |
| 2.  | «The Wrong Side of Midnight» |                                         | 4:54     |  |
| 3.  | «The Instigator»             |                                         | 3:48     |  |
| 4.  | «One Lone Voice»             |                                         | 4:21     |  |
| 5.  | «We Do - For You»            | Dirkschneider, Kaufmann, Igor Gianola   | 4:04     |  |
| 6.  | «Walker of the Dark»         |                                         | 5:01     |  |
| 7.  | «Master of Disaster»         |                                         | 4:15     |  |
| 8.  | «Tears of a Clown»           |                                         | 3:54     |  |
| 9.  | «Vendetta»                   |                                         | 4:12     |  |
| 10. | «The Devil Walks Alone»      | Dirkschneider, Kaufmann, Fitty Wienhold | 3:21     |  |
| 11. | «Dead Man's Eyes»            |                                         | 4:27     |  |
| 12. | «Crash Bang Crash»           |                                         | 3:06     |  |

| Pistas adicionales en la edición limitada |                                      |          |  |
| N.º                                       | Título                               | Duración |  |
| 13.                                       | «Borderline»                         | 4:13     |  |
| 14.                                       | «Screaming Eagles»                   | 3:35     |  |
| 15.                                       | «The Wrong Side of Midnight» (Video) |          |  |

| Pista adicional para Japón |                    |                                   |          |  |
| N.º                        | Título             | Escritor(es)                      | Duración |  |
| 13.                        | «Man a King Ruler» | Dirkschneider, Kaufmann, Wienhold | 3:34     |  |

| Pistas adicionales para Rusia |                                                     |                                   |          |  |
| N.º                           | Título                                              | Escritor(es)                      | Duración |  |
| 13.                           | «Плачет солдат» (versión en ruso «Cry Soldier Cry») |                                   | 5:50     |  |
| 14.                           | «The Wrong Side of Midnight» (versión sencillo)     |                                   | 3:58     |  |
| 15.                           | «Streets of Sin»                                    | Dirkschneider, Kaufmann, Wienhold | 3:03     |  |
| 16.                           | «Man a King Ruler»                                  | Dirkschneider, Kaufmann, Wienhold | 3:34     |  |
| 17.                           | «The Wrong Side of Midnight» (Video)                |                                   |          |  |

## Músicos
- Udo Dirkschneider: voz
- Stefan Kaufmann: guitarra eléctrica
- Igor Gianola: guitarra eléctrica
- Fitty Wienhold: bajo
- Francesco Jovino: batería